# Teoria krążenia elit
Teoria krążenia elit – koncepcja stworzona przez Vilfreda Pareta. Zgodnie z tą teorią, w życiu politycznym istnieje cykliczny proces polegający na tym, że elity po przegranej walce o władzę przechodzą do opozycji i wkładają więcej wysiłku, aby dojść do władzy. Tym samym ich szanse na objęcie władzy zwiększają się, zaś po dojściu do władzy elity tracą impet w dalszej o nią walce. W ten sposób następuje ciągła wymiana pozycji społecznych elit z opozycji i koalicji.